# プルラナーゼ
プルラナーゼ（Pullulanase、EC 3.2.1.41）は、プルランを分解するグルカナーゼの一種であり、細胞外酵素である。系統名は、pullulan 6-glucanohydrolase。GH13ファミリー。

## 概要
Bender & Wallenfels（1959）によりAerobacter aerogenes（後にKlebsiella aerogenes）から見いだされた酵素で、プルランのα-1,6グルコシド結合を加水分解し、α-マルトトリオースを生成する。この酵素が、澱粉やグリコーゲンのα-1,6グルコシド結合をも加水分解するので、澱粉糖化で注目され、種々の細菌から分類され、実用化されている。
プルラナーゼは細胞の表面に固定されるリポタンパク質としてクレブシエラ属のグラム陰性菌によって生産される。またその他の細菌や古細菌も生産することがある。I型プルラナーゼはα-1,6結合を特異的に切断するのに対し、II型プルラナーゼはα-1,4結合も加水分解することができる。プルラナーゼは、穀物からエタノールや甘味料を製造する過程で用いられる。

## 応用
プルラナーゼの逆反応を利用して、サイクロデキストリンとマルトースとの高濃度液から、効率良く分岐サイクロデキストリンを生成することができる。